# Sentinel Mk I (AC1)
O Sentinel Mk I (AC1) foi uma cópia autraliana do Crusader Mk VI (A15) do exército britânico, e usado na Batalha do Pacífico pelo exército da Austrália por temerem uma possível invasão japonesa.